# Minionki: Wejście Gru
Minionki: Wejście Gru (ang. Minions: The Rise of Gru) – amerykański film animowany. Spin-off / prequel filmu Jak ukraść księżyc oraz sequel Minionków z 2015 roku. 
Oficjalny debiut filmu miał miejsce w Annecy, 16 czerwca 2022 roku. Na ekrany polskich kin produkcja trafiła 1 lipca 2022. Film miał pojawić się w kinach 3 lipca 2020, jednak ze względu na pandemię koronawirusa jego premierę opóźniono o 2 lata.

## Fabuła
Dwunastoletni Felonius Gru chce dołączyć do grupy superzłoczyńców, z którymi jednak popada w konflikt.

## Obsada
| Postacie           | Aktor                 |
| ------------------ | --------------------- |
| Minionki           | Pierre Coffin         |
| Gru                | Steve Carell          |
| Belle Bottom       | Taraji P. Henson      |
| Master Chow        | Michelle Yeoh         |
| Jean Clawed        | Jean-Claude Van Damme |
| Nunchuck           | Lucy Lawless          |
| Svengeance         | Dolph Lundgren        |
| Stronghold         | Danny Trejo           |
| Doktor Nikczemniuk | Russell Brand         |
| Marlena Gru        | Julie Andrews         |
| Wild Knuckles      | Alan Arkin            |

## Produkcja
25 stycznia 2017 roku Universal Pictures i Illumination ogłosiły kontynuację filmu animowanego Minionki. Produkcja rozpoczęła się 19 lipca 2017, z udziałem Brada Ablesona w roli współreżysera. 21 maja 2019 ujawniono oryginalny tytuł filmu – Minions: The Rise Of Gru. 2 lutego 2020 ogłoszono, że Pierre Coffin i Steve Carell ponownie grają swoje role, a 5 lutego zaprezentowano trailer filmu.

## Wydanie
Film Minionki: Wejście Gru zadebiutował na Międzynarodowym Festiwalu Filmów Animowanych w Annecy 13 czerwca 2022 r., premiera odbyła się 25 czerwca w Grauman’s Chinese Theatre w Los Angeles. Film został pierwotnie zaplanowany na 3 lipca 2020 r., ale z uwagi na pandemię wirusa COVID-19 i nieukończenie filmu z powodu tymczasowego zamknięcia Illumination Mac Guff, został przesunięty na 2 lipca 2021 r., a później na 1 lipca 2022 r.
Teatralne chińskie wydanie filmu zastąpiło końcową scenę komunikatem stwierdzającym, że Wild Knuckles został aresztowany i skazany na dwadzieścia lat więzienia, a Gru „wrócił do swojej rodziny”.